# Internationale Martin Luther Stiftung
Die Internationale Martin Luther Stiftung wurde am 10. November 2007 (Luthers 524. Geburtstag) im Refektorium des Lutherhauses zu Wittenberg als Stiftung des bürgerlichen Rechts errichtet und durch den Frankfurter Unternehmer Günter Weispfenning mit einem Gründungskapital von 1 Million Euro ausgestattet. Die Stiftung hat ihren Sitz in Eisenach und ihre Geschäftsstelle im Augustinerkloster in Erfurt.

## Vorstand und Kuratorium
Seit Januar 2024 ist Ulrich Born Vorstandsvorsitzender der Stiftung. Er trat damit die Nachfolge von Thomas A. Seidel an. Stellvertretende Vorsitzende ist Christine Lieberknecht. Mitglieder des Vorstandes und des Kuratoriums sind außerdem Nicola Beer, Constanze Victor, Herman J. Selderhuis und Hans-Michael Bender.
Zum Kuratorium gehören Zoltán Balog, Uwe Bicker, Landesbischof Tobias Bilz, Kirsten Busch Nielsen, Heinrich Deichmann, Christian Fischer, Eberhard Harbsmeier, Michael J. Inacker, Erzbischöfin em. Antje Jackelén, Landesbischof Friedrich Kramer, Nicola Leibinger-Kammüller, Landesbischof Ralf Meister, Johann Michael Möller, Nils Ole Oermann, Ulrich Pohl, Reinhard Quast, Christoph Rösel, Christopher Spehr, Markus Spieker, Freiherr Sebastian von Kloch-Kornitz, Alexander von Witzleben, Friedhelm Wachs und Christiane Weispfenning.

## Stiftungszweck und Tätigkeiten
Die Stiftung hat sich zum Ziel gesetzt, die Grundimpulse der Reformation in einen themenbezogenen und ergebnisorientierten Dialog von Kirche, Wirtschaft, Wissenschaft und Politik zu übersetzen. Zudem unterstützt sie Personen und Gruppen, die eigene Talente und Erfolge im Sinne reformatorischer Tradition für das Gemeinwohl einsetzen. Des Weiteren fördert sie Ideen, Projekte und Initiativen, die unternehmerische Courage und Kreativität, ein Wirtschaftsethos auf christlichem Wertefundament und das lutherische Berufsethos pflegen und stärken. Ein Ziel besteht darin, dass Projekte unterstützt und Tagungen organisiert werden, die den nationalen und internationalen Diskurs mit Vertretern und Gruppen aus Wirtschaft, Kirche und Politik über die Werte-Orientierung der sozialen Marktwirtschaft fördern. Darüber hinaus soll mit eigenen Publikationen und Analysen die Debatte über die Rolle der Kirche gegenüber Wirtschaft und Gesellschaft weitergeführt werden.

## Lutherrose-Preis
Die Stiftung vergibt seit 2008 jährlich den Lutherrose-Preis (die LutherRose) für gesellschaftliche Verantwortung und Unternehmercourage. Deutsche und internationale Persönlichkeiten, die in beispielgebender Weise mit ihrem Leben und beruflichen Wirken die reformatorische Tradition von Freiheit und Verantwortung für das Gemeinwohl eingesetzt haben, werden  ausgezeichnet. Die Rose war ab 1516 das Hauswappen von Martin Luther und später auch das Symbol vieler evangelischer Kirchen und lutherischer Institutionen, woran dieser Preis anknüpft.
Preisträger
- 2008: Heinz-Horst Deichmann
- 2009: Hans-Peter Keitel
- 2010: Gabriela Grillo
- 2011: Dirk Ippen
- 2012: Jon Baumhauer
- 2013: Peter Gauweiler
- 2014: Dietrich Pestalozzi
- 2015: Ulla Unseld-Berkéwicz
- 2016: Nils Due Jensen
- 2017: Nicola Leibinger-Kammüller
- 2018: Kenneth Bengtsson
- 2019: Friedhelm Loh
- 2020: Tandean Rustandy[3]
- 2021: Wolfgang Huber[4]
- 2022: Margrethe Vestager[5]
- 2023: Benjamin Sadler und die NFP Neue Film Produktion zum 20-jährigen Jubiläum ihres Kinofilms „Luther“.[6]
- 2024: Joachim Gauck

## Projekte
Die Stiftung unterstützt den gemeinnützigen Verein Jugend Unternimmt mit seinem gleichnamigen Schülerwettbewerb, der ganz nach dem Modell Jugend forscht aufgebaut ist und jungen Menschen die Möglichkeit gibt, sich spielerisch mit dem Thema Unternehmertum auseinanderzusetzen.
Zudem unterstützt sie in Kooperation mit der Stiftung Luthergedenkstätten die Restaurierung einer Bibel (Altes und Neues Testament), die 1551 in Zürich gedruckt wurde.
Die Stiftung konzipierte in Kooperation mit der Stiftung Deutsches Historisches Museum und dem Rat der Evangelischen Kirche in Deutschland eine Ausstellung unter dem Titel „Das evangelische Pfarrhaus“, welche von Oktober 2013 bis März 2014 gezeigt wurde.
Im Sommer 2023 initiierte die Stiftung eine Veranstaltung zum Rückblick auf die Schutzmaßnahmen gegen die COVID-19-Pandemie. Dabei wurde eine tendenziös-ablehnende Haltung eingenommen, u. a. verglich die Erfurter Ärztin und Vorstandsmitglied der Landesärztekammer, Kirsten Jung, die betreffenden Maßnahmen mit der Volksrepublik Rumänien. Einige Teilnehmer verließen demonstrativ die Veranstaltung.